# Charles Horton Cooley
Pour les articles homonymes, voir Cooley.
Charles Horton Cooley (1864-1929) était un sociologue américain s'inscrivant dans le courant du pragmatisme. Il écrivit Social Organisations en 1909
Pour lui, l'individu et la société sont les deux faces d'une seule réalité sociale : l'individu n'existant que par la société et, vice versa, la société n'existant que par les individus.
Selon lui, le soi (la personnalité, le self) s'élabore toujours par les relations sociales avec les autres. Le sentiment d'être quelqu'un se forme à travers les relations sociales. Ce sont les autres qui font des gens ce qu'ils sont. L'image de soi (looking-glass self) se construit toujours dans le regard des autres. Ce concept sera repris par George Herbert Mead avec qui il a collaboré.